# Thomas Drury
Thomas Drury (1712 - 19 janvier 1759) est un homme politique anglais qui siège à la Chambre des communes entre 1741 et 1747. 

## Biographie
Il est né à Londres et baptisé le 12 novembre 1712 à St Andrew's Church, Holborn. Il est le fils de Richard Drury de Colne, Hunts et de Joyce, fille de Thomas Beacon de Great Ilford, Essex. Il fait ses études au Merton College d'Oxford et est avocat au barreau d'Inner Temple à Londres. Il épouse Martha, fille de John Tyrrell, 3e baronnet, de Heron, Essex et Mary Dolliffe le 11 octobre 1737 à la Somerset House Chapel, The Strand, Londres,. 
En 1737, en tant que cohéritier avec son cousin Thomas Beacon Townsend (mort en 1737), il hérite d'une fortune estimée à 230.000 £, dont un domaine près de Maldon, de son oncle maternel, Thomas Beacon, brasseur à Shoreditch, Londres. Son cousin est décédé plus tard cette année-là et laisse à Drury sa part de la succession. Le député Joseph Townsend, qui est le demi-frère de Thomas Beacon Townsend, bénéficie également du testament,,. 
Il est élu député de Maldon en 1741. Il est créé baronnet Drury, d'Overstone, co. Northampton le 16 février 1739 et est investi en tant que chevalier. Il est Haut shérif d'Essex de 1740 à 1741 et Haut shérif de Northamptonshire de 1748 à 1749. Il est élu membre de la Royal Society en 1758. 